# Capurodendron rufescens
Capurodendron rufescens är en tvåhjärtbladig växtart som beskrevs av Aubrev. Capurodendron rufescens ingår i släktet Capurodendron och familjen Sapotaceae. Inga underarter finns listade i Catalogue of Life.